# Heinrich Plaza
Heinrich Plaza (* 10. Juli 1912 in Hultschin; † 20. Februar 1968 in Altötting) war ein deutscher KZ-Arzt und SS-Hauptsturmführer. Er war Leiter der Pathologie im KZ Buchenwald.
Plaza war promovierter Mediziner. Er beantragte am 25. Januar 1939 die Aufnahme in die NSDAP und wurde rückwirkend zum 1. November 1938 aufgenommen (Mitgliedsnummer 6.446.500). Er schloss sich auch der SS an (SS-Nummer 352.853). In der SS erreichte er 1942 den Rang eines SS-Hauptsturmführers. Er war Leiter der Pathologischen Abteilung im KZ Buchenwald und Vertreter von Waldemar Hoven. Dort beteiligte er sich am Massenmord. Angeblich aus Unfähigkeit wechselte er bis zum Ende des Krieges mehrfach den Arbeitsplatz, so war er nach 1943 im KZ Mittelbau-Dora und Ohrdruf, Dachau, Natzweiler, Auschwitz und Stutthof tätig. Zusammen mit Werner Rohde tötete er in Natzweiler am 6. Juli 1944 mit Phenolinjektionen die britischen SOE-Funkerinnen Andrée Borrel, Diana Rowden, Vera Leigh und Sonia Olschanezky. Nach 1945 betrieb er eine Arztpraxis in Perach im Landkreis Altötting. Aufgrund einer fortgeschrittenen Multiplen Sklerose wurde sein Ermittlungsverfahren 1952 von der Staatsanwaltschaft Traunstein eingestellt. Ein französisches Militärgericht verurteilte ihn dagegen 1954 in Abwesenheit zum Tode.